# Glenn Talbot
Glenn Talbot est un militaire de fiction évoluant dans l'univers Marvel de la maison d'édition Marvel Comics. Créé par le scénariste Stan Lee et le dessinateur Steve Ditko, le personnage apparaît pour la première fois dans le comic book Tales to Astonish #61 en novembre 1964.
Lors de ses premières aventures dans les comics, il porte le grade de major, avant d'être promu colonel.
Glenn Talbot est connu pour être un ennemi de Hulk (Bruce Banner). C'est aussi un proche compatriote du général Thaddeus Ross et un participant actif à ses opérations visant à capturer ou tuer Hulk. Son coup le plus important a été de découvrir et d'informer ses supérieurs que le docteur Bruce Banner s'était physiquement transformé en Hulk, ce qui a fait du scientifique un fugitif recherché.
Talbot est systématiquement dépeint comme un homme courageux, ingénieux et farouchement patriote qui fait passer le bien de son pays avant tout. Il est amoureusement attiré par Betty Ross, qui est elle amoureuse de Bruce Banner, ce qui ajoute du carburant à son inimitié pour Hulk. Bien que Talbot ait été principalement utilisé comme rival romantique et un adversaire général pour Banner, les deux travaillent parfois ensemble pour lutter contre de plus grandes menaces.
Le personnage est apparu dans de nombreuses médias, notamment des romans, des jeux vidéo, des séries d'animation et des séries télévisées. Dans le film Hulk (2003), il est incarné par l'acteur Josh Lucas, tandis que c'est Adrian Pasdar qui l'incarne dans la série Marvel : Les Agents du SHIELD. Dans cette série, le personnage est un antagoniste et plus tard un allié à contrecœur du SHIELD, avant de devenir (dans cette série) une version du super-vilain Graviton.

## Biographie du personnage

### Origines
Le Major Glenn Talbot est le chef de la sécurité de la base Gamma au Nouveau-Mexique, commandée par le général américain Thunderbolt Ross et où travaille également le scientifique Bruce Banner (qui deviendra Hulk).
Rival de Banner pour le cœur de la fille de Ross, Betty, Talbot découvre que Hulk et Banner ne font qu'un. Il épouse par la suite la jeune femme et tente de la garder éloignée de Banner.

### Parcours
Lors d'une mission d'espionnage en Russie, Glenn Talbot est capturé par le régime soviétique. Retenu prisonnier en Sibérie, il est torturé par James Barnes, le Soldat de l'hiver (qu'il reconnaît comme étant « Bucky », l’ancien compagnon d'arme de Captain America) et le Gremlin. Il est récupéré par l'Armée américaine, mais son état mental se dégrade et il finit par divorcer d'avec Betty.
Obsédé par Bruce Banner, il est promu colonel et tente à plusieurs reprises de capturer le Titan vert, sans succès. Finalement, au coures d'un combat contre Hulk au Japon, il est tué par ce dernier.
Après que le général Ross soit mort des mains du Red Hulk, Talbot refait surface avec la fille de Ross, Betty. Le mystère entourant sa résurrection n'a pas encore été élucidé, mais depuis Talbot travaille avec (ou sous la protection de) l'Intelligencia.

## Pouvoirs, capacités et équipement
Glenn Talbot ne possède aucun super-pouvoir. C'est en revanche un soldat bien entraîné et un bon tacticien sur le terrain.
Il a à plusieurs reprises utilisé des équipements high-tech développés à la base Gamma, notamment l’armure du Super-Mandroïde ou le Wagon de guerre, à bord duquel il trouva la mort.

## Apparitions dans d'autres médias

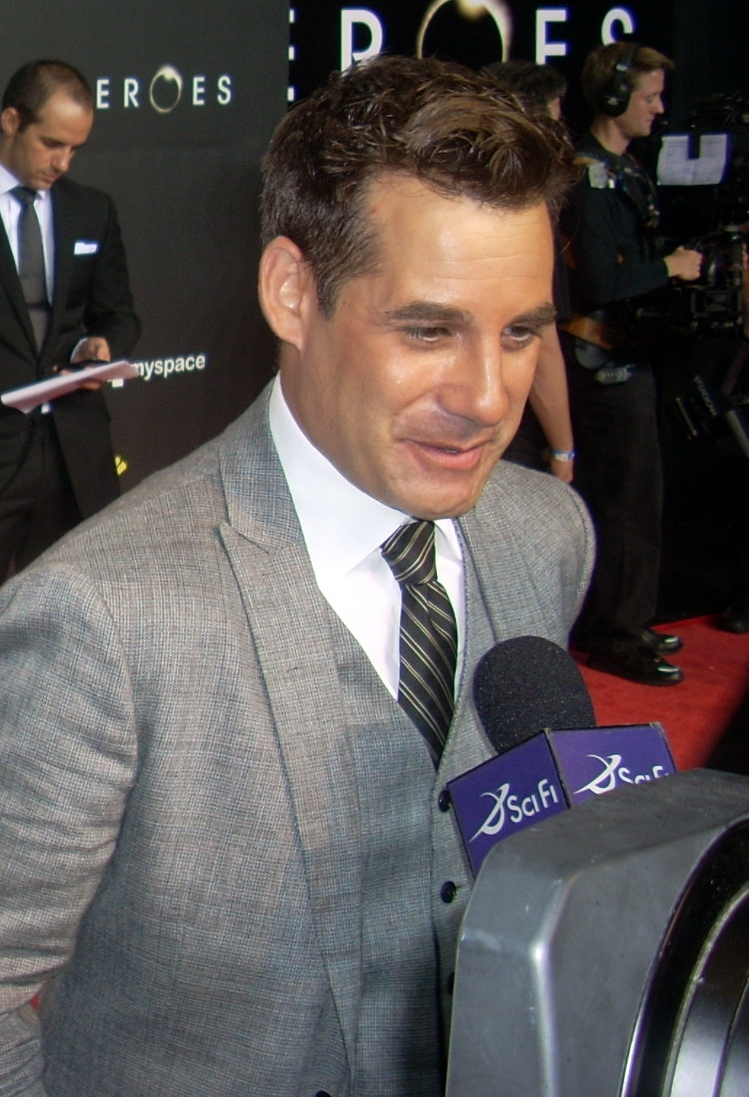
L'acteur Adrian Pasdar incarne Glenn Talbot dans la série Marvel : Les Agents du SHIELD (2014).

Sauf indication contraire, les informations mentionnées dans cette section peuvent être confirmées par la base de données cinématographiques IMDb,  présente dans la section « Liens externes ».

### Cinéma
Interprété par Josh Lucas
- 2003 : Hulk réalisé par Ang Lee[2]

### Télévision
- 2012 : Avengers : L'Équipe des super-héros (série d'animation)[3]

Interprété par Adrian Pasdar dans l'univers cinématographique Marvel
- 2014-2018 : Marvel : Les Agents du SHIELD (série télévisée)[4]